# Кім Чжу Сік
Кім Чжу Сік (кор. 김주식, 金柱希; 25 вересня 1992, Пхеньян) — північнокорейський фігурист, що виступає у парному спортивному фігурному катанні (разом з партнеркою Йом Те Ок). Учасник зимових Олімпійських ігор 2018 року.